# Universidad Nacional de San Martín (Perú)
La Universidad Nacional de San Martín (UNSM) es una universidad pública licenciada por la Sunedu en el mes de mayo del 2019 ubicada en la ciudad de Tarapoto, Perú. Fue creada por Decreto Ley n.º 22803 el 18 de diciembre de 1979.
En los rankings de universidades como la CSIC, conocido como Webometrics, ubican a la UNSM en el 41° lugar a nivel nacional. En SIR Iber Peru 2015 ubican en la posición 28° a nivel nacional.
Tiene como sede principal la ciudad de Tarapoto y las filiales de: Rioja, Moyobamba y Lamas.

## Historia
El origen de la Universidad Nacional de San Martín, Pionera Casa Superior de Estudios en la Región San Martín, siendo creada por Decreto Ley Nº 22803 el 18 de diciembre de 1979, en el gobierno del Presidente de la República, General de División Ejército Peruano Francisco Morales Bermúdez Cerruti, fue como consecuencia de la lucha del pueblo sanmartinense, por obtener una institución educativa con nivel universitario en la región.
El 16 de diciembre de 1980, con Resolución N° 756-80-CONAI del Consejo Nacional Interuniversitario se nombra la primera la Comisión de Gobierno de la Universidad Nacional de San Martín, presidida por el Ing. Raúl Ríos Reátegui, como miembros el Prof. Dalín Omar Encomenderos Dávalos, el Lc. en Adm. Luis Flores Rengifo y el Blgo. Raúl Espíritu Cavero.
El 26 de enero de 1981 se declara a la ciudad de Tarapoto como sede de la Universidad Nacional de San Martín, con Resolución N° 905-81-CONAI de la Comisión Nacional Interuniversitaria, se acuerda que la ciudad de Tarapoto, reúne los requisitos necesarios para ser designada como sede de la Universidad, estando a lo acordado en sesión del día 20 de enero de 1981 con Decreto Ley N° 22803, se ratifica la creación de la Universidad con Ley N° 23261 el 18 de julio de 1981.
Con fecha 09 de noviembre de 1981 se formó la primera Comisión Central de Admisión con Resolución N° 148-81-CG-UNSM, que inicia sus labores académicas y administrativas a partir del 09 de 0ctubre hasta al 24 de noviembre y fue integrada por los siguientes docentes de la Universidad Nacional de Ingeniería: Ing. Luz Espinoza Canales como Presidente, y como miembros el Dr. Humberto Asmat Azahuanche y Lic. Mauro Chumpitaz Reyna.
Con Resolución N° 187-81-CG-UNSM de fecha 30 de noviembre de 1981, se aprueba la relación de ingresantes en los cuatro (04) programas académicos: Agronomía, Ingeniería Agroindustrial, Obstetricia e Ingeniería Civil; la Resolución N°102-82-CG-UNSM, de fecha 23 de abril de 1982 aprueba el Calendario Académico correspondiente al primer semestre 1982–I de la Universidad Nacional de San Martín, iniciándose las clases el 17 de mayo de 1982.
En el año 1986, para continuar con las gestiones académicas y administrativas en la Universidad se forma la segunda Comisión, denominada Comisión Organizadora, con Resolución N° 894-86-ANR, de fecha 17 de junio de la Asamblea Nacional de Rectores y fueron designados los siguientes docentes: como presidente el Ing. Augusto Bacco Montes Gutiérrez, como Vicepresidente Académica la Dra. Felicita Chang Say Yon, y Vicepresidente Administrativo el Dr. Jorge Barsallo Guerrero.
En el año 1993, se elige al Primer Rector y Vicerrectores, con Resolución N° 346-93-UNSM/CO se reconoce los resultados, se elige como primer Rector al Dr. Jorge Gonzales Ramírez, quien ejerce sus funciones desde el 15 de setiembre, pero renuncia antes de cumplir los 5 años de gobierno y asume el cargo de Rector Interino a partir del 06 de diciembre de 1996, el profesor Dalín Omar Encomenderos Dávalos, quien era Vicerrector Académico y como Vicerrector Administrativo el Inq. M.Sc. Pardo Miguel Moncada Mori.
En el año 1997, con Resolución N° 094-97-UNSM/R de fecha 28 de febrero es proclamado el Lic. M. Sc. Marco Armando Gálvez Díaz como nuevo Rector de la Universidad Nacional de San Martín, a partir del 01 de marzo de 1997, por el periodo de cinco años, que no llegó a completarlos, por encontrase la Universidad en conflictos. En el año 1998, con Resolución N° 822-98-UNSM/R de fecha 17 de diciembre se reconoce al Ing. M.Sc. Alejandro Cruz Rengifo como Vicerrector Académico y al Dr. Jorge Sandoval Rojas como Vicerrector Administrativo.
En el año 2003, la Asamblea Nacional de Rectores con Resolución N°998-2003-ANR del 10 de enero, resuelve declarar en proceso de reorganización a la Universidad Nacional de San Martín y designa una Comisión de Reorganización y de Gobierno, conformada por el docente de la Universidad Nacional de Piura Lic. Arturo Ruiz Chapilliquén como Presidente, Ing. Ricardo García Pinchi como Vice Presidente Académico y al Ing. Armando Cano Echevarría como Vicepresidente Administrativo.
El 29 de agosto del 2003, y con Resolución N° 1108-2003-UNSM/CRyG-ANR se aprueba los resultados de la elección de las siguientes Autoridades Universitarias: como Rector el Ing. M.Sc. Alfredo Quinteros García, como Vicerrector Académico el Ing. M.Sc. Abner Milán Barzola Cárdenas y Vicerrector Administrativo el Econ. M.Sc. Réniger Sousa Fernández, asumiendo sus funciones a partir del 29 de agosto del mismo año, quienes cumplieron el periodo de cinco (5) años de gobierno.
En el año 2008, la Asamblea Universitaria con Resolución N° 003-2008-UNSM/AU-R del 27 de agosto de 2008, aprueba los resultados de las elecciones, reeligiéndose nuevamente como rector el Ing. M.Sc. Alfredo Quinteros García, en este segundo periodo de gestión acompañado del  Ing. M.Sc. Julio Armando Ríos Ramírez como Vicerrector Académico y el Ing. M.Sc. Jorge Sánchez Ríos como Vicerrector Administrativo; quienes asumieron el compromiso de seguir forjando el desarrollo de la Universidad, cumpliendo los cinco (5) años de gobierno, del 31 de agosto del 2008 al 30 de agosto del 2013.
El 07 de agosto del año 2013, asume como nuevo y quinto rector en la historia de la universidad, el Dr. Julio Armando Ríos Ramírez con Resolución N° 009-2013-UNSM/AU, como Vicerrectora Académica a la Dra. Evangelina Ampuero Fernández con Resolución N° 010-2013-UNSM/AU-R y como Vicerrectora Administrativa a la Dra. Nelly Reátegui Lozano con Resolución N° 011-2013-UNSM/AU-R, quienes iniciaron sus funciones a partir del 31 de agosto del año 2013, más no lograron culminar su periodo de gobierno, a causa de la entrada en vigencia de la nueva Ley Universitaria 30220.
En el año 2014, para la implementación de la Ley Universitaria N° 30220, mediante voto universal, se elige como Rector al Dr. Aníbal Quinteros García, reconocido con Resolución N° 003-2014-AUT/UNSM-T, le acompañan en esta gestión como  Vicerrector Académico el Dr. Óscar Mendieta Taboada y la Vicerrectora de Investigación la Dra. Anita Ruth Mendiola Céspedes, con Resolución N° 004-2014-AUT/UNSM-T. Con Resolución N° 005-2018-UNSM/AU-R/NLU de fecha 02 de agosto del año 2018, se reconoce el periodo de gobierno a partir del 27 de marzo del 2015 al 26 de marzo del 2020.
El 1 de mayo de 2019 con Resolución de Consejo Directivo N° 055-2019-SUNEDU/CD, la Superintendencia Nacional de Educación Superior Universitaria (Sunedu) otorgó la Licencia Institucional a la Universidad Nacional de San Martín (UNSM), en el marco de la Ley Universitaria N° 30220, suceso que marcó un hito histórico en la vida universitaria, permitiendo a la institución continuar brindando los servicios universitarios con el cumplimiento de las condiciones básicas de calidad y enmarcadas en el proceso de la mejora continua de la enseñanza y la formación profesional.
En octubre del año 2019, después de un proceso de elecciones universitarias se eligió democráticamente a las nuevas autoridades universitarias, reconociendo mediante Resolución N° 1042-2019-UNSM/CU-R al Dr. Aquilino Mesías García Bautista como rector, a la Dra. Rossana Herminia Hidalgo Pozzi como vicerrectora académica y a la Dra. Alicia Bartra Reátegui como vicerrectora de investigación, quienes iniciaron su periodo de gobierno a partir del 26 de marzo del 2020 y que, continúan hasta la actualidad con el liderazgo académico y administrativo, y el firme compromiso de trabajar por el bienestar de la comunidad de la Universidad Nacional de San Martín.
Nuestras autoridades universitarias a través del tiempo, viendo la necesidad de brindar mayores oportunidades en educación superior, crearon hasta la fecha diez (10) Facultades y veinte (20) Escuelas Profesionales.
En la actualidad nuestras carreras profesionales son: Agronomía, Medicina Veterinaria, Ingeniería Agroindustrial, Ingeniería Civil, Arquitectura, Obstetricia, Enfermería, Economía, Contabilidad, Administración, Turismo, Idiomas, Educación Inicial, Educación Secundaria, Educación Primaria, Ingeniería de Sistemas e Informática, Ingeniería Ambiental, Ingeniería Sanitaria, Medicina Humana y Derecho y Ciencias Políticas.
La Universidad Nacional de San Martín es un centro de estudios superiores de carácter estatal, comprometido con la formación de profesionales humanistas y competitivos, con responsabilidad social y comprometida con el desarrollo local, regional y nacional, mediante la generación de conocimientos, tecnología e innovación, en el marco de una cultura de valores, proceso de acreditación y de actualización permanente.
Han transcurrido 44 años formando profesionales que hoy generan cambios y desarrollo en San Martín y el país, colaborando y compartiendo conocimientos basados en la investigación científica. Las autoridades universitarias integradas por el Rector Dr. Aquilino Mesías García Bautista, Vicerrectora Académico Dra. Rossana Hidalgo Pozzi y Vicerrectora de Investigación Dra. Alicia Bartra Reátegui, están comprometidos en seguir construyendo una Universidad Líder en la Amazonía Peruana con calidad educativa al servicio de la sociedad.

## Facultades
La Universidad Nacional de San Martín cuenta con 10 facultades, dentro de las cuales hay 20 escuelas profesionales que pertenecen al campo de las humanidades, las ciencias naturales, biológicas, ciencias sociales e ingeniería.
| Facultades                                  | Programas de Estudios                                                                                   |
| ------------------------------------------- | --- |
| Facultad de Ciencias Agrarias               | Agronomía Veterinaria                                                                                   |
| Facultad de Ingeniería Agroindustrial       | Ingeniería Agroindustrial                                                                               |
| Facultad de Ecología                        | Ingeniería Ambiental Ingeniería Sanitaria                                                               |
| Facultad de Ciencias de la Salud            | Enfermería Obstetricia                                                                                  |
| Facultad de Medicina Humana                 | Medicina Humana                                                                                         |
| Facultad de Derecho y Ciencias Políticas    | Derecho                                                                                                 |
| Facultad de Educación y Humanidades         | Educación Inicial Educación Primaria Educación Secundaria Educación Religiosa Católica y CC.SS. Idiomas |
| Facultad de Ciencias Económicas             | Administración Contabilidad Economía Turismo                                                            |
| Facultad de Ingeniería Civil y Arquitectura | Arquitectura Ingeniería Civil                                                                           |
| Facultad de Ingeniería de Sistemas          | Ingeniería de Sistemas e Informática                                                                    |

## Rankings académicos
En los últimos años, se ha generalizado el uso de rankings universitarios internacionales para evaluar el desempeño de las universidades a nivel nacional y mundial; siendo estos rankings clasificaciones académicas que ubican a las instituciones de acuerdo a una metodología científica de tipo bibliométrica que incluye criterios objetivos medibles y reproducibles, tomando en cuenta por ejemplo: la reputación académica, la reputación de empleabilidad para los egresantes, la citas de investigación a sus repositorios y su impacto en la web. Del total de 97 universidades licenciadas en el Perú, la Universidad Nacional de San Martín se ha ubicado regularmente dentro del tercio inferior a nivel nacional en determinados rankings universitarios internacionales.